# Amtsgericht Wyk auf Föhr
Das Amtsgericht Wyk auf Föhr war ein deutsches Amtsgericht mit Sitz in Wyk auf Föhr.

## Geschichte
Bis 1866 wurde die Rechtsprechung in Wyk auf Föhr durch das Amt Tondern wahrgenommen. Mit der Annexion Schleswig-Holsteins wurden 1867 in der nunmehr preußischen Provinz fünf Kreisgerichte und das übergeordnete Appellationsgericht Kiel eingerichtet. Als Eingangsgerichte wurden Amtsgerichte geschaffen, darunter das Amtsgericht Wyk auf Föhr als eines von 19 Amtsgerichten des Kreisgerichts Flensburg. Den Gerichtssprengel bildeten die Inseln Föhr und Amrum. Mit dem Inkrafttreten des deutschen Gerichtsverfassungsgesetzes am 1. Oktober 1879 wurden reichsweit einheitlich Amts-, Land- und Oberlandesgerichte geschaffen. Das Amtsgericht Wyk auf Föhr blieb bestehen und war nun dem Landgericht Flensburg nachgeordnet. Sein Gerichtsbezirk umfasste daraufhin aus dem Kreis Tondern den Fleckensbezirk Wyk und die Gemeindebezirke Alkersum, Amrum, Boldixum, Borkum, Dunsum, Goting, Hedehusum, Midlum, Nieblum, Oevenum, Oldsum-Klintum, Süderende, Toftum, Utersum, Witsum und Wrixum. Am Gericht bestand 1880 eine Richterstelle. Das Amtsgericht war damit ein kleines Amtsgericht im Landgerichtsbezirk.
Im Jahre 1896 wurde das Amtsgericht Pellworm zum 1. Oktober 1896 aufgehoben. Die Gemeinden Pellworm und Hooge wurden dem Amtsgericht Husum, die anderen Gemeinden dem Amtsgericht Wyk auf Föhr zugeordnet. Im Jahre 1973 wurde das Amtsgericht Wyk auf Föhr aufgehoben, und das Amtsgericht Niebüll übernahm seine Aufgaben.